# SN 1992ap
SN 1992ap – supernowa typu Ia odkryta 29 lipca 1992 w galaktyce UGC 10430. W momencie odkrycia miała maksymalną jasność 18,00m.